# 1465 en musique classique
| \| • Retour à la chronologie générale de la musique classique • \| |
| Grèce • Rome • Haut Moyen Âge • VIIIe siècle • IXe siècle • Xe siècle • XIe siècle XIIe siècle • XIIIe siècle • XIVe siècle • XVe siècle • XVIe siècle • XVIIe siècle XVIIIe siècle • XIXe siècle • XXe siècle • XXIe siècle |
| • Retour à la chronologie générale de la musique classique • |

| Années en musique classique : 1462 - 1463 - 1464 - 1465 - 1466 - 1467 - 1468    |
| Décennies en musique classique : 1430 - 1440 - 1450 - 1460 - 1470 - 1480 - 1490 |

## Naissances
Vers 1465 :
- Alessandro Coppini, compositeur italien († 1527).
- Sebastian Virdung, théoricien de la musique allemand.

Avant 1465 :
- Gregor Weßenigk, Thomaskantor († 1494).

## Décès
- 29 août : Guillaume Malbecque, compositeur franco-flamand (° 1400).